# Parque nacional Kluane
El Parque nacional Kluane es un parque nacional canadiense situado en el extremo suroeste del Territorio Yukón. La ciudad más cercana es Haines Junction. Se creó en 1972 y abarca 29 590 km². 
El parque incluye la montaña más alta de Canadá, el monte Logan, de 5959 m. De hecho, los glaciares y montañas dominan el paisaje del parque, abarcan el 82% del área del parque. Contiene cerca de ciento cinco especies de aves.

## Características
El parque tiene un 80% de su superficie está constituida por montañas y glaciares. El parque incluye la montaña más alta de Canadá, el monte Logan (5959 metros), perteneciente a la cadena de las montañas San Elías. Alberga casi 105 especies de aves, como el lagópodo alpino, la poderosa águila real y el águila calva.

## Actividades
Algunas actividades son:
Lanzamiento de bote, pícnic y camping. El senderismo es una actividad muy popular, en los senderos, como el lago San Elías, lago Mush Road, glaciar Rock, Trono del Rey, río Dezadeash. Rafting en el río Alsek, ciclismo de montaña en la antigua minería, paseos a caballo a través del Paso Alsek, paseos en bote en el lago San Elías, Así como la pesca de la trucha de lago, tímalo ártico, la trucha arco iris, el lucio y el salmón, también están disponibles entre las actividades en el parque.